# 细叉梅花草
细叉梅花草（学名：Parnassia oreophila）为卫矛科梅花草属下的一个种。

## 扩展阅读
- 維基物種上的相關：细叉梅花草